# 中華民國國民政府內閣列表
以下列出國民政府時期，中華民國政府的歷任內閣。

## 內閣列表
| 任數 | 內閣             | 在任時間                       | 行政院院長 | 執政黨     |
| ---- | ---------------- | ------------------------------ | ---------- | ---------- |
| 1    | 譚延闓內閣       | 1928年10月8日至1930年9月22日   | 譚延闓     | 中國國民黨 |
| 2    | 第一次蔣中正內閣 | 1930年11月18日至1931年12月15日 | 蔣中正     | 中國國民黨 |
| 3    | 第一次孫科內閣   | 1931年12月28日至1932年1月28日  | 孫科       | 中國國民黨 |
| 4    | 汪兆銘內閣       | 1932年1月28日至1935年12月1日   | 汪兆銘     | 中國國民黨 |
| 5    | 第二次蔣中正內閣 | 1935年12月7日至1938年1月1日    | 蔣中正     | 中國國民黨 |
| 6    | 孔祥熙內閣       | 1938年1月1日至1939年11月25日   | 孔祥熙     | 中國國民黨 |
| 7    | 第三次蔣中正內閣 | 1939年11月20日至1945年6月4日   | 蔣中正     | 中國國民黨 |
| 8    | 宋子文內閣       | 1945年5月31日至1947年3月1日    | 宋子文     | 中國國民黨 |
| 9    | 張群內閣         | 1947年4月23日至1948年5月31日   | 張群       | 中國國民黨 |